# Terri Lord
Terri Lord is een Amerikaans drumster, producer en songwriter. Ze vergaarde bekendheid als bandlid van de indierockband Sincola. Lord won tweemaal een Austin Music Award in de categorie Best Drums/Percussion. Lord werd in 2004 opgenomen in de Austin Music Hall of Fame.

## Biografie
Terri Lord werd geboren in de Amerikaanse staat Massachusetts. Ze bracht een deel van haar jonge jaren door in Colts Neck in New Jersey. Lord begon in Texas voet aan de grond te krijgen als muzikante door te drummen in diverse (lokale) bands. Haar grootste succes behaalde ze als drumster in de indierockband Sincola.
Lord is openlijk lesbisch. Zij heeft onder andere relaties gehad met Sincola-bandleden Kris Patterson en Joan Weiss.